# كأس الكونفيدرالية الإفريقية 2023–24
كأس الكونفيدرالية الإفريقية 2023-24 ستكون النسخة 21 من بطولة كرة القدم الثانوية للأندية في إفريقيا التي ينظمها الاتحاد الأفريقي لكرة القدم.
سيتأهل الفائز تلقائيًا إلى كأس الكونفيدرالية الإفريقية 2024–25، ويحصل أيضًا على حق اللعب ضد الفائز ببطولة دوري أبطال إفريقيا 2023–24 في كأس السوبر الأفريقي 2024.
بينما لا توجد أخبار رسمية حتى الآن، أشارت بعض وسائل الإعلام إلى أن شكل المسابقة سيتغير ابتداءً من موسم 2023-24 حتى يتمكن الاتحاد الإفريقي لكرة القدم من استخدام المنافسة للترويج لثلاثة فرق إلى أحدث منافساتها، وهي الدوري الإفريقي.

## تخصيص فريق الرابطة
من المتوقع أن تدخل جميع الاتحادات الأعضاء البالغ عددها 54 في الكاف أبطال الدوري في هذا الموسم من دوري أبطال أفريقيا الكاف، مع أعلى 12 اتحادًا تصنيفًا وفقًا لـ تصنيف الكاف لـ5 سنوات مؤهلة لدخول فريقين في هذا الموسم.نتيجة لذلك، يمكن نظريًا أن يشارك 68 فريقًا كحد أقصى في البطولة - على الرغم من عدم الوصول إلى هذا المستوى مطلقًا.
بالنسبة لهذا الموسم من البطولة، سيستخدم الكاف 2019–2023 تصنيف الكاف لـ5 سنوات، والذي يحسب النقاط لكل اتحاد مشارك بناءً على أداء أنديته خلال تلك السنوات الخمس في مسابقات الأندية. معايير النقاط هي كما يلي:

|                            | دوري أبطال أفريقيا | كأس الكونفيدرالية الأفريقية |
| -------------------------- | ------------------ | --------------------------- |
| الفائزون                   | 6 نقاط             | 5 نقاط                      |
| الوصيف                     | 5 نقاط             | 4 نقاط                      |
| خسارة نصف النهائي          | 4 نقاط             | 3 نقاط                      |
| خسارة الدور ربع النهائي    | 3 نقاط             | 2 نقطة                      |
| المركز الثالث في المجموعات | 2 نقطة             | 1 نقطة                      |
| المركز الرابع في المجموعات | 1 نقطة             | 0.5 نقطة                    |

يتم ضرب النقاط بمعامل حسب السنة كالتالي:
- 2022–23: × 5
- 2021–22: × 4
- 2020–21: × 3
- 2019–20: × 2
- 2018–19: × 1

## جولات التصفيات

### الدور الأول
الدور الأول، الذي يسمى أيضا دور الـ64، ضم 40 فريقا لم يحصلوا على التأهل مباشرة للدور الثاني.

| الفريق الأول          | إجم.         | الفريق الثاني           | مباراة الذهاب | مباراة الإياب |
| --------------------- | ------------ | ----------------------- | ------------- | ------------- |
| بيندل إنشورانس        | 1–1 (4–3 ج.) | أولمبي الشلف            | 1–0           | 0–1           |
| الفتح الرباطي         | 5–0          | آس لوتو                 | 3–0           | 2–0           |
| كاسا سبورت            | 1–1 (أ.خ)    | إيتوال فيلانتي واغادوغو | 1–1           | 0–0           |
| أرتا سولار 7          | 6–0          | هورسيد                  | 3–0           | 3–0           |
| سينجيدا فونشان غات ‏   | 4–3          | ج.كيه يو                | 4–1           | 0–2           |
| بحر دار كينيما        | 3–3 (4–3 ج.) | عزام يونايتد            | 2–1           | 1–2           |
| الأولمبي الباجي       | 0–1          | أبو سليم                | 0–1           | 0–0           |
| كاكاميغا هومبويز ‏     | 1–4          | الهلال بنغازي           | 0–0           | 1–4           |
| سيخوخون يونايتد       | لم تلعب      | يونغ بافالوز            | —             | —             |
| كانو سبورت            | 1–4          | مايسترو يونايتد ‏        | 1–1           | 0–3           |
| فيروفياريو دي مابوتو ‏ | لم تلعب      | بيل لوميير              | —             | —             |
| غابورون يونايتد       | 3–2          | إلجيكو بلس ‏             | 0–1           | 3–1           |
| أس دوانس موريتانيا ‏   | 2–2 (أ.خ)    | أكاديمية سوار           | 2–2           | 0–0           |
| أسك كارا              | 1–2          | أفاد دجيكانو            | 0–0           | 1–2           |
| ميلو إف سي            | 2–3          | دريمز إف سي             | 1–1           | 1–2           |
| اتحاد دوانس النيجر    | لم تلعب      | كالون                   | —             | —             |
| واتانغا               | 2–7          | الملعب المالي           | 1–3           | 1–4           |
| حي العرب              | لم تلعب      | إيغل نوار ‏              | —             | —             |
| حيدوب                 | 0–1          | مريخ جوبا ‏              | 0–1           | 0–0           |
| أكاديمية دو لوبيتو    | 4–3          | لا باس                  | 2–1           | 2–2           |

ملاحظات:
1. ↑  فاز سخوخون يونايتد في الجولة بعد انسحاب يونغ بافالوز بسبب مشاكل مالية.
2. ↑  فاز فيروفياريو دي مابوتو في الجولة بعد انسحاب بيل لوميير بسبب مشاكل مالية.
3. ↑  فاز كالون في جولة بعد انسحاب أندية النيجر من مسابقات الكاف بين الأندية 2023–24 بسبب انقلاب 2023 في النيجر.[5]
4. ↑  فازت إيغل نوار في الجولة بعد انسحاب حي العرب من المنافسة بسبب اشتباكات السودان 2023.

### الدور الثاني
وضمت الجولة الثانية، التي تسمى أيضا دور الـ32، 32 فريقا: الفرق ال 12 التي تأهلت إلى هذه الجولة، والفرق ال 20 الفائزة في الدور الأول.

| الفريق الأول            | إجم.         | الفريق الثاني      | مباراة الذهاب | مباراة الإياب |
| ----------------------- | ------------ | ------------------ | ------------- | ------------- |
| بيندل إنشورانس          | 2–3          | نهضة بركان         | 2–2           | 0–1           |
| الفتح الرباطي           | 1–1 (أ.خ)    | اتحاد الجزائر      | 1–1           | 0–0           |
| إيتوال فيلانتي واغادوغو | 0–2          | ريفرز يونايتد      | 0–0           | 0–2           |
| أرتا سولار 7            | 3–4          | الزمالك            | 2–0           | 1–4           |
| سينجيدا فونشان غات ‏     | 2–4          | مودرن فيوتشر       | 1–0           | 1–4           |
| بحر دار كينيما          | 2–3          | الإفريقي           | 2–0           | 0–3           |
| أبو سليم                | 5–4          | كامبالا سيتي       | 3–1           | 2–3           |
| الهلال بنغازي           | 2–2 (4–2 ج.) | رايون سبورتس       | 1–1           | 1–1           |
| سيخوخون يونايتد         | 4–2          | سانت إيلوي لوبوبو  | 3–1           | 1–1           |
| مايسترو يونايتد ‏        | 1–4          | ديابل نوار         | 1–2           | 0–2           |
| فيروفياريو دي مابوتو ‏   | 1–1 (3–5 ج.) | ساغرادا إسبيرانسا  | 1–0           | 0–1           |
| غابورون يونايتد         | 1–4          | سوبر سبورت يونايتد | 1–1           | 0–3           |
| أكاديمية سوار           | 3–2          | أفاد دجيكانو       | 1–2           | 2–0           |
| دريمز إف سي             | 3–2          | كالون              | 2–1           | 1–1           |
| الملعب المالي           | 3–3 (أ.خ)    | إيغل نوار ‏         | 2–0           | 1–3           |
| مريخ الجوبا ‏            | 0–3          | أكاديمية دو لوبيتو | 0–0           | 0–3           |

## دور المجموعات
ستجرى قرعة دور المجموعات في 6 أكتوبر 2023 في جوهانسبرج ، جنوب أفريقيا. سيتم تقسيم الفائزين الـ 16 في الجولة الثانية من جولات التصفيات إلى أربع مجموعات من أربعة.
| المستوى | المستوى الأول                                                                                  | المستوى الثاني                                                                                   | المستوى الثالث |
| ------- | ---------------------------------------------------------------------------------------------- | ------------------------------------------------------------------------------------------------ | --- |
| الفرق   | - الزمالك (39 نقطة) - نهضة بركان (37 نقطة) - اتحاد الجزائر (27 نقطة) - ريفرز يونايتد (10 نقطة) | - ديابل نوار (5 نقطة) - ساغرادا إسبيرانسا (4 نقطة) - مودرن فيوتشر (2.5 نقطة) - الإفريقي (2 نقطة) | - أكاديمية دو لوبيتو - دريمز إف سي - أكاديمية سوار - أبو سليم - الهلال بنغازي - الملعب المالي - سيخوخون يونايتد - سوبر سبورت يونايتد |

### المجموعة الأولى
| م | الفريق             | لعب | ف | ت | خ | أ.له | أ.ع | أ.ف | نقاط | التأهل                |     | اتحاد الجزائر | فيوتشر | الهلال | سوبر سبورت |
| - | ------------------ | --- | - | - | - | ---- | --- | --- | ---- | --------------------- | --- | ------------- | ------ | ------ | ---------- |
| 1 | اتحاد الجزائر      | 6   | 4 | 1 | 1 | 8    | 3   | +5  | 13   | يتأهل إلى ربع النهائي |     | —             | 1–0    | 2–0    | 2–1        |
| 2 | مودرن فيوتشر       | 6   | 3 | 2 | 1 | 9    | 3   | +6  | 11   | يتأهل إلى ربع النهائي |     | 0–0           | —      | 5–0    | 1–0        |
| 3 | الهلال بنغازي      | 6   | 2 | 0 | 4 | 6    | 13  | −7  | 6    |                       |     | 2–1           | 1–2    | —      | 2–1        |
| 4 | سوبر سبورت يونايتد | 6   | 1 | 1 | 4 | 5    | 9   | −4  | 4    |                       | 0–2 | 1–1           | 2–1    | —      |            |

### المجموعة الثانية
| م | الفريق            | لعب | ف | ت | خ | أ.له | أ.ع | أ.ف | نقاط | التأهل                |     | الزمالك | أبو سليم | ساغرادا | سوار |
| - | ----------------- | --- | - | - | - | ---- | --- | --- | ---- | --------------------- | --- | ------- | -------- | ------- | ---- |
| 1 | الزمالك           | 6   | 5 | 1 | 0 | 11   | 1   | +10 | 16   | يتأهل إلى ربع النهائي |     | —       | 1–0      | 1–0     | 3–0  |
| 2 | أبو سليم          | 6   | 3 | 0 | 3 | 5    | 6   | −1  | 9    | يتأهل إلى ربع النهائي |     | 1–2     | —        | 1–0     | 1–0  |
| 3 | ساغرادا إسبيرانسا | 6   | 2 | 2 | 2 | 5    | 2   | +3  | 8    |                       |     | 0–0     | 3–0      | —       | 2–0  |
| 4 | سوار              | 6   | 0 | 1 | 5 | 0    | 12  | −12 | 1    |                       | 0–4 | 0–2     | 0–0      | —       |      |

1. ↑  منح CAF الزمالك الفوز 3-0 بعد فشل Académie SOAR في السفر إلى مصر.[6]

### المجموعة الثالثة
| م | الفريق                 | لعب | ف | ت | خ | أ.له | أ.ع | أ.ف | نقاط | التأهل                |     | دريمز | ريفرز يونايتد | الإفريقي | دو لوبيتو |
| - | ---------------------- | --- | - | - | - | ---- | --- | --- | ---- | --------------------- | --- | ----- | ------------- | -------- | --------- |
| 1 | دريمز إف سي            | 6   | 4 | 0 | 2 | 11   | 7   | +4  | 12   | يتأهل إلى ربع النهائي |     | —     | 2–1           | 1–0      | 4–0       |
| 2 | ريفرز يونايتد          | 6   | 4 | 0 | 2 | 10   | 8   | +2  | 12   | يتأهل إلى ربع النهائي |     | 2–1   | —             | 1–0      | 3–0       |
| 3 | الإفريقي               | 6   | 3 | 1 | 2 | 9    | 4   | +5  | 10   |                       |     | 2–0   | 3–0           | —        | 1–1       |
| 4 | أكاديمية دو لوبيتو (E) | 6   | 0 | 1 | 5 | 6    | 17  | −11 | 1    |                       | 2–3 | 2–3   | 1–3           | —        |           |

1. 1 2  نقاط المواجهات المباشرة: الإفريقي 3 ، دريمز إف سي 0.

### المجموعة الرابعة
| م | الفريق          | لعب | ف | ت | خ | أ.له | أ.ع | أ.ف | نقاط | التأهل                |     | نهضة بركان | الملعب المالي | سيخوخون يونايتد | نوار |
| - | --------------- | --- | - | - | - | ---- | --- | --- | ---- | --------------------- | --- | ---------- | ------------- | --------------- | ---- |
| 1 | نهضة بركان      | 6   | 4 | 2 | 0 | 10   | 2   | +8  | 14   | يتأهل إلى ربع النهائي |     | —          | 3–0           | 2–0             | 2–0  |
| 2 | الملعب المالي   | 6   | 3 | 1 | 2 | 6    | 6   | 0   | 10   | يتأهل إلى ربع النهائي |     | 1–2        | —             | 1–0             | 1–0  |
| 3 | سيخوخون يونايتد | 6   | 1 | 3 | 2 | 2    | 4   | −2  | 6    |                       |     | 0–0        | 0–0           | —               | 2–1  |
| 4 | ديابل نوار      | 6   | 0 | 2 | 4 | 3    | 9   | −6  | 2    |                       | 1–1 | 1–3        | 0–0           | —               |      |

## النهائي
| نهضة بركان                  | 2 – 1 | نادي الزمالك  |
| --------------------------- | ----- | ------------- |
| - دايو 13' (ض.ج) - طايف 32' | تقرير | - الجزيري 46' |

| الزمالك  | 1 – 0 | نهضة بركان |
| -------- | ----- | ---------- |
| حمدي 23' | تقرير |            |

## أنظر أيضاً
- دوري أبطال إفريقيا 2023–24
- الدوري الإفريقي 2023